# Español californiano
El español californiano o castellano californiano es el conjunto de variedades del español que se hablan en California. La lengua española es la más hablada en este estado de Estados Unidos después del inglés. La hablan unos 13 millones de personas (aproximadamente el 28% de la población). El español californiano es una variedad próxima al español mexicano, pero en él se incluirían otras variedades como el español californio, una variante histórica del español hablada en la Alta California (aproximadamente lo que hoy son los estados de California, Nevada y partes de Arizona y Utah).
El español se introdujo por primera vez en California en 1542 y desde entonces se ha entrelazado profundamente con el paisaje cultural y la historia de California. No obstante la práctica totalidad de hablantes actuales de español en California proceden de la inmigración desde México en el último siglo y medio aproximadamente, y de otros inmigrantes latinoamericanos. El español fue el idioma administrativo oficial en California durante los períodos español y mexicano hasta 1848, cuando Alta California fue cedida de México a los Estados Unidos tras la conquista estadounidense de California. Los primeros gobiernos estadounidenses en California protegieron los derechos de los hablantes de español en la Constitución de California de 1849, pero esas protecciones constitucionales fueron eliminadas en 1879.

## Demografía
A partir de 2010, el 28,46 % (9,696,638) de los residentes de California de 5 años o más hablaban español en casa como idioma principal. California tiene la segunda mayor concentración de hablantes de español en los Estados Unidos. Los estudiantes hispanos constituyen el grupo demográfico más grande en las escuelas públicas de California, representando la mayoría de las poblaciones estudiantiles en casi el 40 % de los distritos escolares. El 21 % de los estudiantes escolares en California hablan español como su idioma principal.
Los californianos hispanos son el grupo demográfico más grande en el estado, representando casi el 40 % de la población, o aproximadamente 15,574,882 personas, si bien no todos ellos hablan español como lengua nativa.